# Nash Bridges
Nash Bridges – amerykański serial kryminalny oryginalnie emitowany w latach 1996–2001. Rolę tytułowego bohatera odgrywa Don Johnson (grający wcześniej w serialu Policjanci z Miami).
Serial opowiada o pracy i życiu Nasha Bridgesa, kapitana Specjalnej Jednostki Dochodzeniowej (Special Investigations Unit, SIU) policji San Francisco, jego partnera i przyjaciela Joego Domingueza (Cheech Marin) oraz innych pracowników SIU, ich przyjaciół i rodzin.
Serial jest wielowątkowy – oglądając kolejne odcinki poznajemy szczegółowe losy nie tylko bohaterów, ale także wszystkich związanych z nimi osób.
Serial był kilkakrotnie emitowany w Polsce – po raz pierwszy przez TVP1 w czwartkowe wieczory pod koniec lat 1990.. Wznawiany później przez stacje TVN i TVN 7, a także na antenie TV Puls i TV Puls 2 oraz CBS Action.

## Obsada
- Don Johnson jako inspektor/kapitan Nash Bridges (sezony: 1–6)
- Annette O’Toole jako Lisa Bridges, była żona Nasha, matka Cassidy (sezony: 1–3)
- Cheech Marin jako inspektor/porucznik Joe Dominguez (sezony: 1–6)
- Jaime Gomez jako inspektor Evan Cortez (sezony: 1–5)
- Jodi Lyn O’Keefe jako Cassidy Bridges (sezony: 1–6)
- James Gammon jako Nick Bridges (sezony: 1–6)
- Corey Johnson jako Edward Bender (1 odcinek)
- Mary Mara jako inspektor Bryn Carson (sezony: 1–2)
- Kelly Hu jako inspektor Michelle Chan (23 odcinki)
- Cary-Hiroyuki Tagawa jako porucznik A.J. Shimamura (sezon: 1)
- Tracey Walter jako Anioł (sezony: 2–6)
- Pauly Shore jako Mickey Gamble (1 odcinek)
- Jay Harik jako Dov (4 odcinki)
- Daniel Roebuck jako Richard Bettina (14 odcinków)
- Serena Scott Thomas jako Kelly Weld, żona Nasha (sezony: 1–3)
- Yasmine Bleeth jako inspektor Caitlin Cross (sezony: 4 i 5)
- Jeff Perry jako inspektor Harvey Leek (sezony: 1–6)
- Caroline Lagerfelt jako Inger Dominguez, żona Joe (sezony: 2–6)
- Wendy Moniz jako inspektor Rachel McCabe (sezon: 6)
- Cress Williams jako inspektor Antwon Babcock (sezon: 6)
- Christian J. Meoli jako Boz Biskup (sezon: 6)
- Ronald Russell II jako sierżant Ronnie (sezon: 2–6)
- Angela Dohrmann jako Stacy Bridges, siostra Nasha, prokurator (sezony: 1–3)
- Stephen Lee jako Tony B., gangster i policyjny informator (7 odcinków)
- Patrick Fischler jako Pepe, sekretarz agencji detektywistycznej Nasha i Joe (sezon: 6)
- Donna W. Scott jako Tamara Van Zant (sezony: 3,5–6)
- Stone Cold Steve Austin jako Jake Cage (sezon: 4–5)
- Alie Ward jako Miranda, współlokatorka i przyjaciółka Cassidy (sezony: 3–5)

W epizodach wystąpili m.in.: Bill Smitrovich (3 odcinki), Theresa Russell (2), Lucy Liu (1), Valerie Perrine (3), Philip Michael Thomas (2), Christopher Cazenove (1), Penny Marshall (1), René Auberjonois (1), Brittany Murphy (1), Giancarlo Esposito (2), William Smith (1), James Eckhouse (1), Jan-Michael Vincent (1), Billy Drago (1), Jeff Fahey (1), Kevin Dobson (1), Stephanie Zimbalist (1), Danny Trejo (1), John Billingsley (1), a także aktorzy porno Traci Lords (1), Ron Jeremy (1) i Jenna Jameson (2), muzycy Willie Nelson (1), Meat Loaf (1), Glenn Frey (1) i Carmine Appice (1) oraz sportowcy Karl Malone (1), Brian Bosworth (1) i Rulon Gardner (1).